# هنري نوريس
 السير هنري نوريس  (1482 تقريبًا - 17 مايو 1536) من رجال البلاط إنجليزي في عهد الملك هنري الثامن ملك إنجلترا. كان نوريس من المقربين للملك، ومن الفصيل الموالي للملكة لآن بولين في البلاط. وعندما لم تعد لآن حظوة عند الملك، كان هنري نوريس من بين المتهمين بارتكاب الزنا مع الملكة، وأدين بتهمة الخيانة وأعدم في برج لندن. معظم المؤرخين يؤكدون أن تلك الاتهامات غير صحيحة، وجزء من مؤامرة للتخلص من الملكة آن.